# Iwan Antonow
Iwan Iljicz Antonow ros. Иван Ильич Антонов (ur. 1897 k. Małojarosławca, zm. w sierpniu 1975 w Moskwie) – podpułkownik NKWD, jeden z uczestników zbrodni katyńskiej.
Skończył szkołę powszechną, w 1919 wstąpił do Armii Czerwonej, w 1922 do organów bezpieczeństwa państwowego, a w lipcu 1926 do WKP(b). 
Od połowy lat 30. był starszym inspektorem 1 Bazy Samochodowej Oddziału Łączności Zarządu Administracyjno-Gospodarczego NKWD ZSRR (od 1937 lejtnant), później pomocnik naczelnika 1. garażu i starszy inspektor Oddziału Samochodowego Zarządu Administracyjno-Gospodarczego Ludowego Komisariatu Spraw Wewnętrznych ZSRR, od 17 marca 1940 w stopniu porucznika bezpieczeństwa państwowego. 
Brał udział w wykonywaniu wyroków śmierci w Moskwie. 26 października 1940 nagrodzony przez szefa NKWD Ławrientija Berię za udział w mordowaniu polskich jeńców w czasie delegacji do Katynia. Po wojnie pracownik MGB i KGB. 
W sierpniu 1959 odszedł z KGB na emeryturę. Był członkiem organizacji partyjnej w moskiewskim Technikum Mechanizacji Rachunkowości Centralnego Zarządu Statystycznego RSFRR.

## Awanse
- 17 marca 1940 – porucznik bezpieczeństwa państwowego[1];
- luty 1943 – major;
- październik 1943 – podpułkownik.

## Odznaczenia
- Order Lenina (21 lutego 1945)
- Order Czerwonego Sztandaru (trzykrotnie - 20 września 1943, 3 listopada 1944 i 25 lipca 1949)
- Order Czerwonej Gwiazdy (22 lipca 1937)
- Order „Znak Honoru” (19 grudnia 1937)